# Terry Cooper
Pour les articles homonymes, voir Cooper.
Terry Cooper, né le 12 juillet 1944 à Knottingley (Angleterre) et mort le 31 juillet 2021, est un footballeur anglais, qui évoluait au poste d'arrière gauche à Leeds United et en équipe d'Angleterre.
Cooper n'a marqué aucun but lors de ses vingt sélections avec l'équipe d'Angleterre entre 1969 et 1974.

## Biographie
Terry Cooper est né à Brotherton, West Riding of Yorkshire. Il n'a pas été découvert en tant que jeune joueur de la manière conventionnelle - il s'est simplement présenté à Leeds United un jour avec ses chaussures de football dans un sac en papier, demandant un procès. Son souhait a été exaucé et suffisamment impressionné pour se voir proposer un contrat d'apprentissage.
Initialement ailier gauche, Terry Cooper a été converti à un rôle défensif par le patron de Leeds Don Revie lors de sa signature à l'âge de 17 ans. Il a progressivement progressé dans la première équipe au cours des six années suivantes jusqu'à ce que Revie décide de faire de lui le n ° 3 permanent de 1966.
Terry Cooper s'est ensuite installé et s'est forgé une réputation d'innovateur, montrant que les bons niveaux de forme physique, d'habileté et de capacité à traverser le ballon lui permettaient d'effectuer un chevauchement dévastateur sur le flanc gauche pour soutenir l'ailier tant redouté Eddie. Gray, ce fut un tel succès qu'il est devenu une marque de fabrique du jeu de Leeds. Il pourrait également «entrer à l'intérieur», rejoindre les attaques au centre et marquer des buts importants.

## Palmarès

### En club
- Vainqueur de la Coupe des villes de foires en 1968 et en 1971 avec Leeds United
- Champion d'Angleterre en 1969 et en 1974 avec Leeds United
- Vainqueur de la FA Cup en 1972
- Vainqueur de la Coupe de la Ligue en 1968 avec Leeds United
- Vainqueur du Charity Shield en 1969 avec Leeds United
- Champion d'Angleterre de Deuxième Division en 1964 avec Leeds United
- Vainqueur de l'Anglo-Scottish Cup en 1976 avec Middlesbrough
- Finaliste de la Coupe d'Europe des Vainqueurs de Coupe en 1973 avec Leeds United
- Finaliste de la Coupe des Villes de Foire en 1967 avec Leeds United
- Vice-champion d'Angleterre en 1965, en 1966, en 1970, en 1971 et en 1972 avec Leeds United
- Finaliste de la Coupe d'Angleterre en 1965, en 1970 et en 1973 avec Leeds United